# Тарканы (Калинковичский район)
Тарканы́ (бел. Тарканы́) — деревня в Домановичском сельсовете Калинковичского района Гомельской области Беларуси.

## География

### Расположение
В 16 км на север от Калинкович, 4 км от железнодорожной платформы Уболоть (на линии Жлобин — Калинковичи), 138 км от Гомеля.

## Транспортная сеть
Транспортные связи по просёлочной, затем автомобильной дороге Калинковичи — Бобруйск. Планировка состоит из прямолинейной улицы, ориентированной с юго-востока на северо-запад, к центру которой присоединяется с севера короткая прямолинейная улица. Застройка двусторонняя, деревянная усадебного типа.

## История
По письменным источникам известна с XVIII века как деревня в Домановичской волости Речицкого повета. Под 1750 год обозначена в актах Великого литовского трибунала. В 1834 году во владении помещика Михайлова. В 1850 году в составе поместья Домановичи. В 1879 году обозначена как селение в Домановичском церковном приходе. В 1929 году организован колхоз, действовала начальная школа (в 1935 году 71 ученик). Во время Великой Отечественной войны 59 жителей погибли на фронте. Была освобождена от немецкой оккупации в январе 1944 г. частями 75-й гвардейской стрелковой дивизии . Согласно переписи 1959 года располагалось подсобное хозяйство комбината хлебопродуктов.

## Население

### Численность
- 2004 год — 46 хозяйств, 95 жителей.

### Динамика
- 1834 год — 15 дворов.
- 1897 год — 33 двора, 207 жителей (согласно переписи).
- 1908 год — 46 дворов, 312 жителей.
- 1959 год — 390 жителей (согласно переписи).
- 2004 год — 46 хозяйств, 95 жителей.